# Stefan Themerson
Stefan Themerson (ur. 25 stycznia 1910 w Płocku, zm. 6 września 1988 w Londynie) – awangardowy artysta, prozaik, poeta, eseista, filozof, filmowiec i kompozytor; twórca koncepcji poezji semantycznej. Pisał po polsku, francusku i angielsku. 

## Życiorys
Urodził się w Płocku, jako trzecie dziecko w rodzinie lekarza i działacza społecznego, Mieczysława Themersona i jego żony Salomei Ludwiki ze Smulewiczów. Jego ojciec był jednym z bliskich współpracowników Aleksandra Macieszy. W latach 1914–1918 przebywał z rodzicami w Rosji (Ryga, Petersburg, Wielkie Łuki, Wilno). Po powrocie do Polski był uczniem Gimnazjum im. Władysława Jagiełły w Płocku; roczna przerwa w nauce była spowodowana chorobą. W roku 1928 uzyskał maturę i wyjechał na studia do Warszawy. Przez rok studiował fizykę na Uniwersytecie Warszawskim, w 1929 przeniósł się na architekturę na Politechnikę Warszawską. W międzyczasie, w 1927, rozpoczął eksperymenty z fotografią i filmem – zajmował się m.in. fotogramami i fotomontażami. W 1929 poznał Franciszkę Weinles, z którą dwa lata później 22 czerwca 1931 wziął ślub.
W latach 1930–1937 wraz z żoną zrealizował, przy użyciu nowatorskich technik, pięć filmów awangardowych (m.in. Aptekę i Przygodę człowieka poczciwego – ten ostatni film zachował się, w przeciwieństwie do pozostałych przedwojennych realizacji), które uznawane są za przełomowe w historii polskiego kina eksperymentalnego i awangardowego. W roku 2019 odnalazł się także film Europa. Filmy te tworzone były głównie za pomocą oryginalnego urządzenia, umożliwiającego fotografowanie klatka po klatce przedmiotów umieszczanych na przezroczystej kalce. Themersonowie redagowali też czasopismo „f.a.”, poświęcone filmowi artystycznemu.
Jeszcze przed wojną Stefan Themerson zainteresował się pisarstwem i poezją – publikował m.in. popularne, wierszowane opowieści dla dzieci (Narodziny liter, Nasi ojcowie pracują, Przygody Marcelianka Majster-Klepki).
W 1937 wyjechał wraz z Franciszką do Paryża. 3 września 1939 Themersonowie zgłosili się na ochotników do armii polskiej we Francji. W 1940 Franciszka przedostała się do Anglii, Stefan dołączył do niej dwa lata później. W tym czasie napisał swoją pierwszą powieść (Wykład profesora Mmaa), opublikowaną w 1953 ze wstępem Bertranda Russella. W latach 1943–1946 współpracował z londyńskim miesięcznikiem „Nowa Polska”, zrealizował też z żoną dwa kolejne filmy (w tym sensacyjny, eksperymentalny film propagandowy Calling Mr Smith). W 1948 założył wraz żoną wydawnictwo Gaberbocchus Press, mające na celu wydawanie tzw. bestlookerów – książek o oryginalnej szacie graficznej; stał na jego czele do 1979. W 1948 w opowiadaniu Bayamus zawarł jedyną w swoim rodzaju teorię poezji semantycznej, będącej wynikiem eksperymentów z nielinearnym zapisem graficznym, prowadzącej do zastępowania słów ich definicjami. Zyskał światowe uznanie jako autor powieści, opowiadań i esejów, mieszających groteskę z filozofią, swobodnie przekraczających granice gatunków (np. powieści kryminalnej w Tomie Harrisie). Proza Themersona tłumaczona była na osiem języków i doczekała się licznych wydań na całym świecie.

## Dzieła

### Poezja
- Dno nieba 1943
- Jestem czasownikiem, czyli zobaczyć świat inaczej 1993
- Collected Poems 1997
- Wiersze wybrane 1939-1945 2003

### Poezja dla dzieci
- Nasi ojcowie pracują 1933

### Proza
- Historia Felka Strąka 1930
- Jacuś w zaczarowanem mieście, cz. 1, 1931
- Jacuś w zaczarowanem mieście, cz. 2, 1931
- Poczta 1932
- Pan Tom buduje dom, 1938[3], stąd pochodzi słowo Konstantynopolitańczykowianeczka
- Przygody Pędrka Wyrzutka 1951
- Wykład Profesora Mmaa 1953
- Kardynał Pölätüo 1961
- Tom Harris 1967 (wydanie polskie, tłumaczenie Ewa Krasińska, 1975)
- Generał Piesc i inne opowiadania 1980
- Euklides był osłem 1986 (wydanie polskie, tłumaczenie Irena Szymańska, 1989)
- Wyspa Hobsona 1988 (wydanie polskie, tłumaczenie Ewa Kraskowska, 1997)
- Krytycy i mój gadatliwy pies 2001
- Hau! Hau! Czyli kto zabił Ryszarda Wagnera? 2004
- Faktor T 2004

### Inne
- Kurt Schwitters in England: 1940-1948 1958
- Święty Franciszek i wilk z Gubbio (opera semantyczna) 1972

## Filmografia (wraz z żoną Franciszką)
Opracowano na podstawie: Stefan Themerson, The Urge to Create Visions. Essay on film., Gaberbocchus + De Harmonie, Amsterdam 1983 ISBN 978-90-6169-201-0.
- Apteka – fotogramy w ruchu, czarno-biały, niemy, 35mm, 3 minuty, Warszawa 1930, film zaginiony, próba rekonstrukcji do obejrzenia na stronie Muzeum Sztuki Nowoczesnej w Warszawie
- Europa – na podstawie poematu Anatola Sterna pod tym samym tytułem, czarno-biały, niemy, 35mm, 15 minut Warszawa 1931/32, film uznany za zaginiony do 2021 roku, odnaleziony w Niemczech[4]
- Drobiazg Melodyjny – fotogramy w ruchu do muzyki Ravela, zrealizowany na zamówienie firmy galanteryjnej Wandy Golińskiej, czarno-biały, dźwiękowy, 35 mm, 3 minuty, 1933
- Zwarcie – film zamówiony przez Instytut Spraw Społecznych w Warszawie, muzyka Witold Lutosławski, czarno-biały, dźwiękowy, 35mm, 10 minut, Warszawa 1935, film zaginiony
- Przygoda człowieka poczciwego – humoreska irracjonalna według własnego scenariusza, muzyka Stefan Kisielewski, czarno-biały, dźwiękowy, 35mm, 10 minut, Warszawa 1937
- Calling Mr. Smith – film antynazistowski i antywojenny zamówiony przez Biuro Filmowe Ministerstwa Informacji i Dokumentacji Rządu RP w Londynie według własnego scenariusza z wykorzystaniem fotografii i filmów dokumentalnych, muzyka Bacha, Chopina, Szymanowskiego oraz Horst Wessel Lied, kolorowy, dźwiękowy, 35mm, 10 minut, Londyn 1943
- The Eye & The Ear – film zamówiony przez Biuro Filmowe Ministerstwa Informacji i Dokumentacji Rządu RP w Londynie, fotogramy w ruchu, muzyka Karol Szymanowski, czarno-biały, dźwiękowy, 35 mm, 10 minut, Londyn 1944/45